# SS-Junkerschule Bad Tölz
 (novembre 2015).
Si vous disposez d'ouvrages ou d'articles de référence ou si vous connaissez des sites web de qualité traitant du thème abordé ici, merci de compléter l'article en donnant les références utiles à sa vérifiabilité et en les liant à la section « Notes et références ».
La SS-Junkerschule Bad Tölz était un centre de formation pour les officiers de la Waffen-SS. C'était l'équivalent SS de l'Académie royale militaire de Sandhurst au Royaume-Uni, de l'Académie militaire de West Point aux États-Unis ou encore de l'École spéciale militaire de Saint-Cyr en France. Le centre a été construit en 1937 sur les plans de l'architecte Alois Degano (de) à Bad Tölz, à environ 55 km au sud de Munich, dans un endroit agréable et facile d’accès. L'architecture a été choisie dans le but d'impressionner à la fois le personnel, les étudiants, les visiteurs et les personnes traversant la région. Un des camps annexes de Dachau était situé dans la ville de Bad Tölz, et fournissait une main d’œuvre pour la SS-Junkerschule et le Zentralbauleitung (administration centrale de l'école). L'école a fonctionné jusqu'en mars 1945, soit deux mois avant la fin de la Seconde Guerre mondiale, date à laquelle les membres du centre militaire ont été incorporés dans les rangs de la 38e division SS « Nibelungen » ; après la guerre, les locaux ont été utilisés comme base pour le 1er bataillon de l'Armée américaine et le « 10th Special Forces Group » (10e groupe des forces spéciales), ce jusqu'en 1991.

## Histoire
Ce fut en 1934 que la branche armée de la Schutzstaffel (SS), appelée ensuite SS-VT, commença à recruter de nouveaux membres dans ses rangs. L'Armée allemande recherchait des officiers qui avaient une certaine instruction, qui avaient décroché, au minimum, leur diplôme d'études secondaires. En revanche, le SS-VT offrait à tous les hommes la possibilité de devenir officier, sans prendre en considération leur statut social ou leur niveau d'instruction.
En 1936, Himmler choisit l'ancien Generalleutnant Paul Hausser comme inspecteur de la SS-VT avec le grade de Brigadeführer. Le SS-VT devint alors une force militaire d'importance et le système de sélection des officiers fut transformé.
L'école fut inaugurée en 1936 par Adolf Hitler. Elle voulait utiliser les méthodes d'entraînement de l'armée régulière et transformer les formateurs de l'Armée en des instructeurs qui pourraient entrainer les futurs officiers à l'efficacité au combat. En raison de leurs origines sociales, un certain nombre de Cadets avaient besoin d'une formation de base dans des domaines parfois non-militaires. Les Cadets recevaient donc des enseignements variés, comme la connaissance de l’Étiquette (les bonnes manières à table par exemple) ou la manière la plus adéquate pour conclure une lettre ("Heil Hitler ! Monsieur, mes salutations"). Il y avait aussi une instruction basée sur l'idéologie nazie, mais la majorité des enseignements concernait les activités physiques et les exercices militaires sur le terrain. La SS ne lésinait pas sur les moyens, et investissait beaucoup pour l’agrandissement de l’École. Le centre était par exemple équipé d'un stade de football, d'une piste d'athlétisme, de bâtiments réservés à la pratique de la boxe et celle de la gymnastique, d'une piscine chauffée et d'un sauna. De plus, chaque formateur était spécialisé dans le domaine qu'il enseignait.

### La sélection
Les candidats devaient répondre à des exigences physiques strictes avant de pouvoir être admis au sein de l'École de Bad Tölz.
Par exemple, tous les officiers de la Waffen-SS devaient mesurer au minimum 1,78 m (1,80 m pour ceux de la Leibstandarte) et devaient préalablement servir dans les rangs de l'armée pour espérer obtenir une place. De plus ils devaient cumuler entre 6 mois et un an de service avant de pouvoir être considérés par leur hiérarchie.
En règle générale, afin d'atteindre le rang de Rottenführer, un membre de la Waffen-SS devait choisir entre commencer une carrière en tant que sous-officier et demander à rejoindre directement le corps des officiers de la Waffen-SS. S'il choisissait cette dernière possibilité, il devait obtenir une recommandation écrite de la part de son commandant et passait par une commission de sélection qui déterminait son admissibilité raciale et politique afin de devenir officier SS. S'il était accepté dans le programme de formation des officiers SS, il pouvait alors être affecté à la SS-Junkerschule et était nommé SS-Junker dès son arrivée. Cependant, dans certains cas, les membres ne pouvaient être promus directement et devaient passer par une période probatoire afin d'être nommés par la suite SS-Junker.
Ce système permettait de s'assurer que les futurs officiers avaient une expérience préalable, évitant ainsi toute "nomination directe" au sein de la Waffen-SS comme ce fut souvent le cas dans les autres branches de la SS : la Gestapo et le Sicherheitsdienst.

### Programme d'études
Les enseignements proposés par le centre allaient de la simulation d'exercices de guerre dans du sable à l'étude du Mein Kampf de Hitler. Beaucoup de Cadets avaient déjà servi dans les Jeunesses hitlériennes et avaient donc déjà été confrontés à la propagande nazie. L'idéologie nazie avait une place importante au sein du programme d'études, et un tiers des Cadets était éliminé dans les cinq mois pour avoir échoué aux examens. L'un des objectifs de l'école était de former des officiers compétents, ainsi il y avait même des cours de tactique d'assaut qui étaient donnés aux futurs officiers, et qui s’appuyaient sur des tactiques introduites par l'armée allemande à la fin de la Première Guerre mondiale.
Les enseignements donnés au sein de l’École étaient les suivants:
- Tactique
- Entrainement sur le terrain et lecture de cartes
- Entraînement au combat et maniement des armes
- Pratique de services de base (comme l'étude de la technologie des armes, l’entrainement au tir ou aux exercices de guerre)
- Éducation religieuse
- Éducation militaire
- Administration
- Entraînement physique
- Théorie des armes
- Enseignements de base
- Étude de l'actualité
- Tactique des chars
- Entretien des véhicules
- Génie sanitaire
- Théorie aérienne

## Fin de la guerre et38edivision
En mars 1945, le personnel de l’École ainsi que les élèves sont regroupés afin de former la 38e division SS « Nibelungen ». Néanmoins, l'unité n'obtient jamais le statut de division. Au départ, la 38e division est appelée « division SS « Junkerschule » », car ses membres font tous partie de la SS-Junkerschule. Puis elle est renommée « Nibelungen », en référence à l’épopée médiévale La Chanson des Nibelungen, rendue célèbre par Richard Wagner dans son opéra L'Anneau du Nibelung.
La division combat tout d'abord dans la région de Landshut en Haute-Bavière, contre les troupes américaines. Elle s'engage ensuite dans les secteurs des Alpes et du Danube avant de se rendre aux Américains le 8 mai 1945, dans les Alpes bavaroises près de Oberwössen, près de l'actuelle frontière autrichienne.

## Commandants successifs de l'École
- Paul Lettow (1934-1935)
- Bernhard Voss (1935-1938)
- Arnold Altvater-Mackensen (1937-1938)
- Werner Freiherr von Schele (1938-1940)
- Julian Scherner (1940-1940)
- Cassius Freiherr von Montigny (de) (1940-1940)
- Werner Dörffler-Schuband (de) (1940-1942)
- Lothar Debes (1942-1943)
- Gottfried Klingemann (1943-1943)
- Werner Dörffler-Schuband (1943-1944)
- Fritz Klingenberg (1944-1945)
- Richard Schulze-Kossens (1945-1945)
- Karl-Heinz Anlauft (1945-1945)
- Bernhard Dietsche (en) (1945-1945)
- Occupée par des chefs militaires de l'US Army comme le général George Patton en 1945 ou le colonel Aaron Banks en 1953